# Costituzione francese del 1830
La Carta del 1830 (in francese: Charte de 1830) era una costituzione che diede inizio alla Monarchia di Luglio in Francia. Fu considerata un compromesso tra monarchici costituzionalisti e repubblicani. Dopo la rivoluzione di luglio, che nel 1830 portò al trono Luigi Filippo d'Orléans, Il 7 agosto dello stesso anno, la Carta del 1814 fu rivista e il suo preambolo che evocava l'Ancien Régime fu eliminato. Quando fu votata alla Camera, fu approvata con 219 voti contro 33. La nuova Carta fu imposta al re dalla nazione e non promulgata dal re. Il 9 agosto 1830, Luigi Filippo d'Orléans giurò di sostenere la Carta e fu incoronato "Re dei francesi" (roi des Français) anziché "Re di Francia" (roi de France). La Carta Costituzionale del 1830 modificò l'assetto autocratico ed aristocratico della Francia, esposto nella precedente Carta costituzionale del 1814. Tra le più importanti innovazioni:
- fu tolto al re il potere di emanare ordinanze per la sicurezza dello Stato; le ordinanze reali avrebbero dovuto da quel momento in poi riguardare solo l'applicazione delle leggi;

- alle due Camere (Camera dei pari e Camera dei rappresentanti) fu concesso di condividere con il re l'iniziativa legislativa;
- la Camera dei rappresentanti poté eleggere il proprio presidente;
- la Camera dei pari non fu più ereditaria (fu eliminata la nobilità ereditaria, ma non l'istituzione della nobiltà);
- la soglia censitaria dell'elettorato (attivo e passivo) venne dimezzata per favorire una maggiore partecipazione;
- il cattolicesimo non fu più la religione di stato, ma la religione della maggioranza dei francesi (veniva restaurato il Concordato del 1801 di Napoleone);
- la censura sulla stampa fu vietata;
- la bandiera tricolore sostituì la bandiera borbonica con i gigli.

## Fine dell'applicazione
La monarchia di luglio durò fino al 24 febbraio 1848, quando fu istituita la Seconda Repubblica e fu varata una nuova costituzione, che sostituì la Carta del 1830.